# Bitwa pod Paoli
Bitwa pod Paoli (znana także jako masakra w Paoli) – bitwa w trakcie kampanii filadelfijskiej podczas wojny o niepodległość Stanów Zjednoczonych, kiedy nocą 21 września oddziały generała Charlesa Greya za pomocą bagnetów pokonały i zmusiły do ucieczki stacjonującą w Paoli brygadę generała Anthony’ego Wayne’a.

## Geneza
20 września 1777 roku licząca 1500 ludzi brygada generała Anthony’ego Wayne’a stanęła w Paoli, cztery mile od pozycji generała Williama Howe’a. Zamiarem Wayne’a było zagarnięcie taborów w wypadku gdyby Brytyjczycy zdecydowali się przekroczyć rzekę Schuylkill.
Howe, chcąc zabezpieczyć linie komunikacyjne przed przekroczeniem rzeki, wysłał generała Charlesa Greya przeciw brygadzie Wayne’a. Ten wyruszył nocą 21 września, prowadząc trzy regimenty, za którymi podążał odwód dwóch regimentów podpułkownika Thomasa Musgrave’a; za przewodników posłużyli lokalni lojaliści. Aby uniknąć możliwości wykrycia przez przeciwnika, Grey zarządził zdjęcie krzesiw z zamków karabinów i osadzenie bagnetów.

## Bitwa
Pomimo zdyscyplinowania oddziałów brytyjskich Wayne dowiedział się o ruchach wroga, po czym rozkazał podwojenie wart i sen z bronią. Nie uchroniło go to przed klęską – żołnierze Greya uśmiercili czujki i wkradli się do obozu. Wywiązała się zażarta walka wręcz, w której strona patriotów była w gorszej sytuacji z racji braku bagnetów. Wayne wycofał się, zdoławszy wyprowadzić wszystkie działa, ale utracił osiem wozów zaopatrzenia. Poniósł też stratę 53 zabitych, 100 rannych i 71 schwytanych ludzi, podczas gdy Grey stracił zaledwie 6 zabitych i 22 rannych.
Po wyeliminowaniu zagrożenia zwycięzca dołączył do Howe’a, zyskując przydomek „bezkrzesiwowego” Greya. Wayne został postawiony przed trybunałem wojskowym celem wyjaśnienia haniebnej porażki, lecz wszelkie zarzuty oddalono.